# Raymond Bréchet
Raymond Bréchet (* 1923 im Kanton Jura; † 2. Juli 2007 in Carouge, Kanton Genf) war ein Schweizer Jesuitenpater und Journalist.

## Leben
Raymond Bréchet empfing 1949 die römisch-katholische Priesterweihe. 1952 trat er in den Jesuitenorden ein. 1959 gehörte er zu den Mitbegründern der Schweizer Jesuiten-Zeitschrift Choisir. 
Er war von 1962 bis 1965 als journalistischer Berichterstatter Teilnehmer des Zweiten Vatikanischen Konzils.
Bréchet war massgeblich an der Entwicklung der Ökumene in der Westschweiz beteiligt. Er war unter anderem ökumenischer Behinderten-Seelsorger für den Kanton Genf und offizieller Exorzist der Kirche auf dem Kantonsgebiet.

## Schriften
- Ezechiel Aujourd’hui: Ou, Israel Et Les Chretiens Dans Le Monde. Ed. du Tricorne, Genf 1979, ISBN 2-8293-0001-7.
- Vous Serez Vraiment Mes Disciples: Introduction a La Vie Chretienne Selon Les Exercices De Saint Ignace. Saint-Augustin, Saint-Maurice 1998, ISBN 2-88011-092-0.
- L’Évangile de Jean aujourd’hui. Éd. bénédictines, Saint-Benoît-du-Sault 2002, ISBN 2-910972-84-4.